# Equisetum myriochaetum
Equisetum myriochaetum là một loài dương xỉ trong họ Equisetaceae. Loài này được Schltdl. & Cham. mô tả khoa học đầu tiên năm 1830.

## Hình ảnh

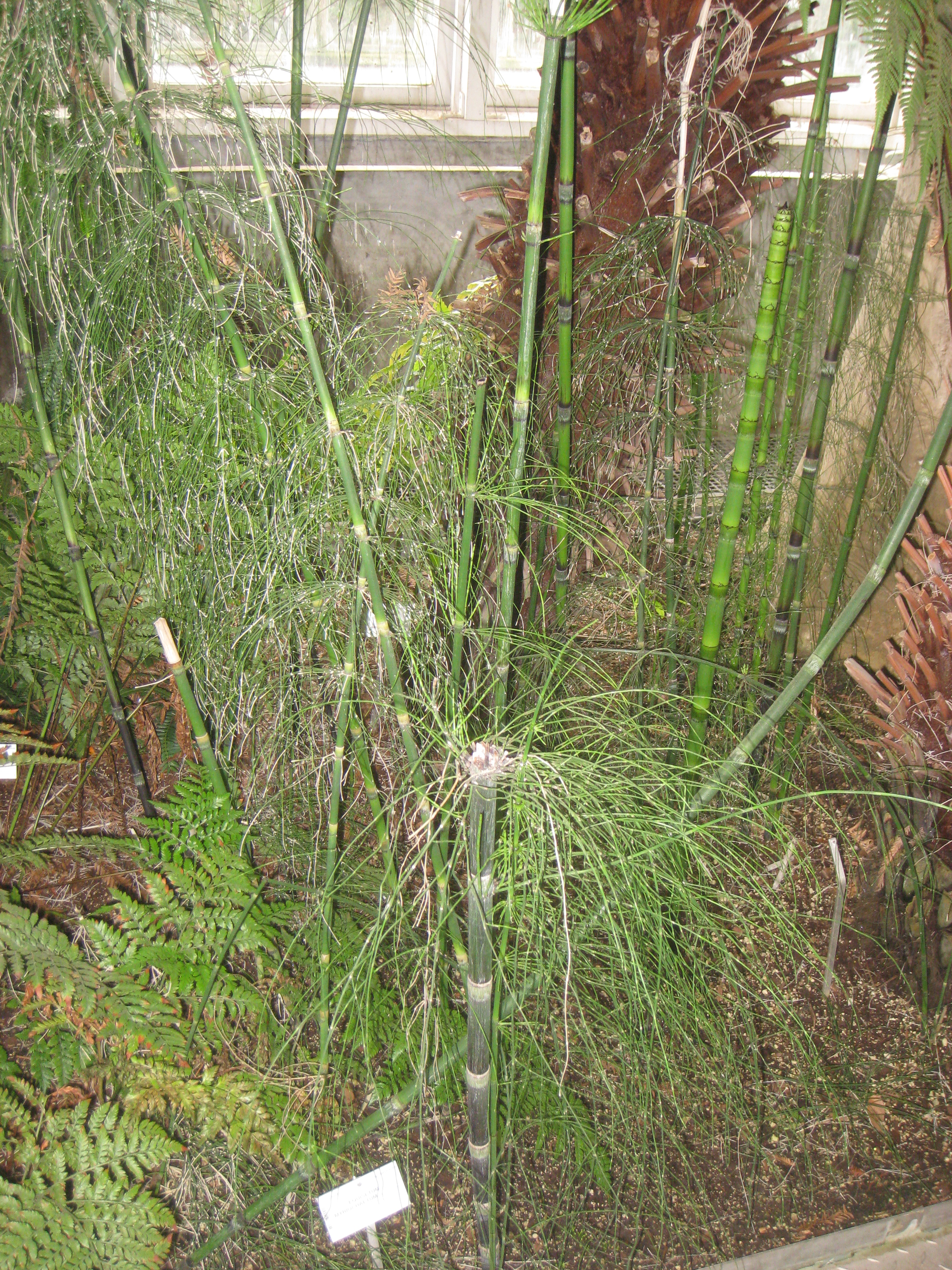